# The Soldier Brothers of Susanna
Pour plus de détails, voir Fiche technique et Distribution.
The Soldier Brothers of Susanna (littéralement : Les frères soldats de Susanna) est un film muet américain réalisé par George Melford, sorti en 1912.

## Fiche technique
- Titre : The Soldier Brothers of Susanna
- Réalisation : George Melford
- Assistant-réalisateur : Storm Boyd
- Scénario : Emmett C. Hall (en)
- Musique : Walter C. Simon
- Producteur :
- Société de production : Kalem Company
- Société de distribution : General Film Company (États-Unis)
- Pays de production :  États-Unis
- Langue : film muet avec les intertitres en anglais américain
- Métrage : 300 m (1 bobine)
- Format : Noir et blanc — 35 mm — 1,33:1 — Muet
- Genre : Film dramatique, Film de guerre
- Durée : 10 minutes
- Dates de sortie : 
  - États-Unis : 31 juillet 1912

## Distribution
- Henry Hallam (en) : M. Beauford, Le père
- Hal Clements (en) : John Beauford, Le fils aîné
- Guy Coombs (en) : Joe Bauford, Le fils cadet
- Anna Q. Nilsson : Susanna Beauford, la fille
- Miriam Cooper
- Helen Lindroth